# Шванден-бай-Бриенц
Шванден-бай-Бриенц (нем. Schwanden bei Brienz) — коммуна в Швейцарии, в кантоне Берн. 
Входит в состав округа Интерлакен. Население составляет 603 человека (на 1 января 2008 года). Официальный код — 0592.